# Hermann Ludwig Kutzschbach
Hermann Ludwig Kutzschbach, född 30 augusti 1875 i Meissen, död 9 februari 1938 i Dresden, var en tysk dirigent och musikpedagog.
Kutzschbach var elev till Felix Draeseke och verkade från 1895 till 1906 först som kormästare och sedan som  vicedirigent under Ernst von Schuch vid Hofoper i Dresden. Från 1906 till 1909 var han förste kapellmästare vid nationalteatern i Mannheim. Därefter återvände han till Dresden och blev, efter von Schuchs död, förste kapellmästare vid Hofoper.
Han var ledare för Dresdener Orchesterschule och dirigerade 1927 uruppförandet av Othmar Schoecks opera Penthesiliea. Bland hans elever märks bland andra Hugo Alfvén och Ruben Liljefors.